# NCAA Division I Basketball Championship

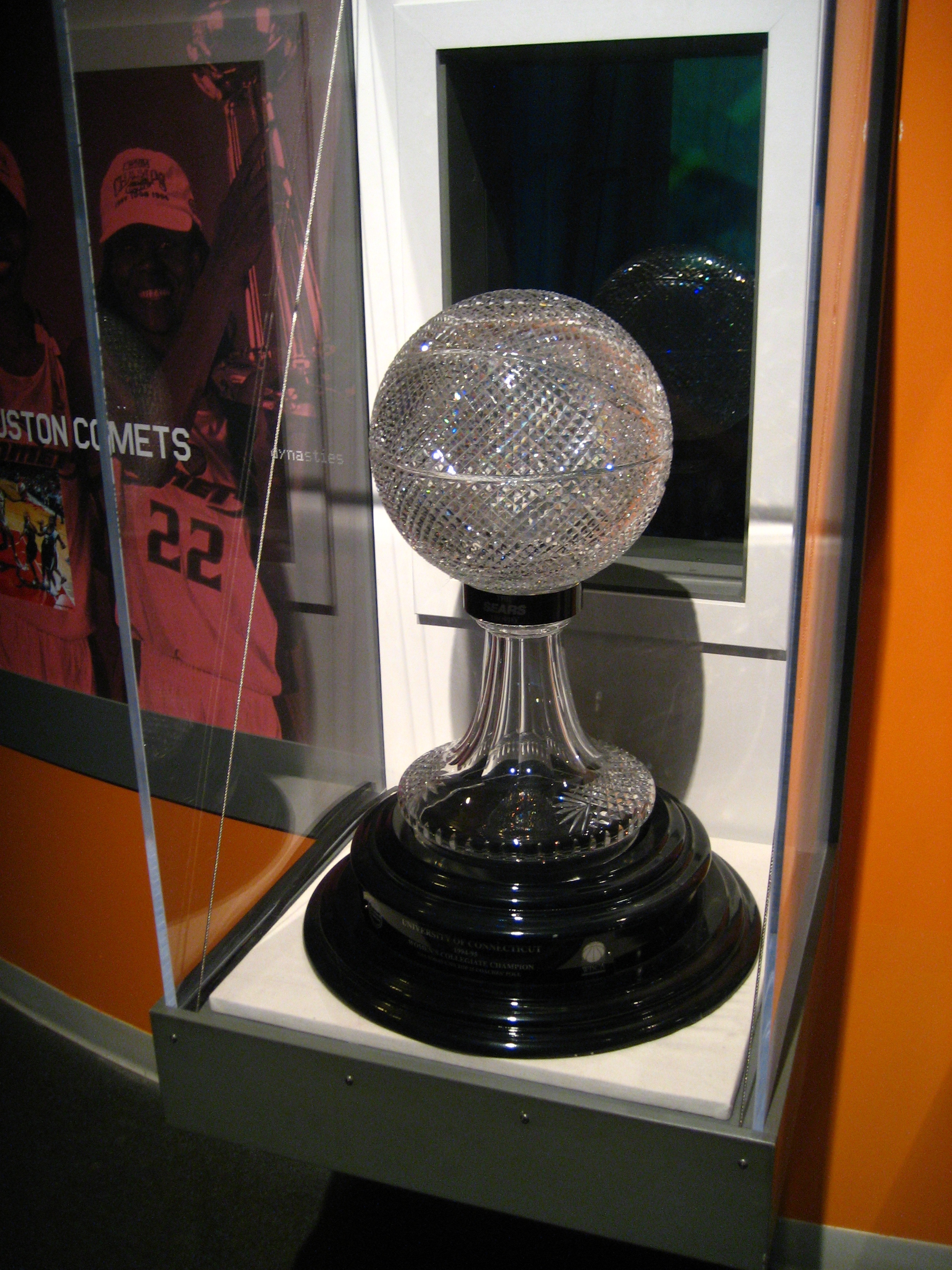
Die an den Sieger der Meisterschaft verliehene Trophäe der NABC

Als NCAA Division I Basketball Championship mit dem Zusatz „Men's“ für Herren oder „Women's“ für Damen vor „Basketball“ oder hinter dem Lemma in Klammern sowie umgangssprachlich auch als March Madness oder The Big Dance wird in den USA die von der National Collegiate Athletic Association (NCAA) organisierte nationale Hochschulmeisterschaft im College-Basketball bezeichnet. Im amerikanischen Sprachgebrauch gilt der Turniersieger als nationaler Meister.
Die Austragung des seit 1939 bei den Herren und seit 1982 bei den Damen stattfindenden Turniers erfolgt über den Zeitraum von drei Wochen von Mitte März bis Anfang April jeden Jahres mit 68 Mannschaften im einfachen K.-o.-System. Der Begriff March Madness selbst ist dabei genauso alt wie das Turnier, galt ursprünglich aber lediglich für ein Turnier der Illinois High School Association. Der Begriff wurde erstmals 1982 für das NCAA-Turnier verwendet und ist seit einem Rechtsstreit von beiden Verbänden rechtlich geschützt.
Obwohl die Spieler abgesehen von der Vermarktung ihres Namens, Images und Abbildes (gemäß den NIL-Regularien der NCAA von 2021) außer Reisespesen, Kost, Logis, Wäsche, Büchern und Stipendien weder Geld- noch Sachmittel annehmen durften, war die Hochschulmeisterschaft ein Riesengeschäft, das über einen Zeitraum von drei Wochen das gesamte Land fesselte. 2025 wurde endlich entschieden, dass die Hochschulen per NIL-Regelung Sportler direkt bezahlen dürfen.
Über 1,2 Milliarden Dollar Werbeeinnahmen wurden 2016 vermeldet. Bereits 2011 betrugen die Werbeeinnahmen allein im Internet 100 Millionen Dollar. Auch die NCAA profitiert nicht unerheblich. Tatsächlich machen die Basketball-Turniere und davon zum überwiegenden Anteil die March Madness der Herren 95 % des Einkommens der NCAA aus, auch wenn ein großer Teil davon an die Mitgliedsschulen verteilt wird.
In den USA wurden illegalerweise auch im Freundes- und Kollegenkreis traditionell Milliardenbeträge auf den Ausgang der March Madness der Herren gewettet, erst seit 2024 sind Sportwetten in jedem US-Staat erlaubt. Deren Turnierbaum wurde 2018 durch den historischen Sieg der auf Setzplatzrang 16 gesetzten University of Maryland, Baltimore County über die an 1 gesetzte University of Virginia gleich in der ersten Runde durcheinander gebracht. Aber gerade diese sogenannten Cinderella Stories jener Cinderella Teams machen Jahr für Jahr die Faszination der dramatisch umkämpften March Madness aus, denn jede Niederlage bedeutet das Ausscheiden aus dem Wettkampf.

## The Big Dance
Die NCAA Division I ist die bedeutendste der drei Divisionen der NCAA. Ihr gehören mit über 350 die größten Hochschulen des Landes an. Um sich für die Division zu qualifizieren, müssen die Athletikabteilungen der Hochschulen wenigstens sieben Sportarten geschlechterübergreifend anbieten oder sechs für die Herren und acht für die Damen, wovon je zwei davon Teamsportarten zu sein haben. Bis auf zwei müssen alle Spiele gegen Division I-Teams gespielt werden und ein Drittel aller Spiele müssen Heimspiele in einer als Heimstatt festzulegenden Halle sein. Daneben wird die Zahl der Stipendiaten geregelt. Bis 1956 gab es keine Aufteilung in Divisionen. Seit 1973 gibt es ihrer drei, so wie wir es heute kennen.

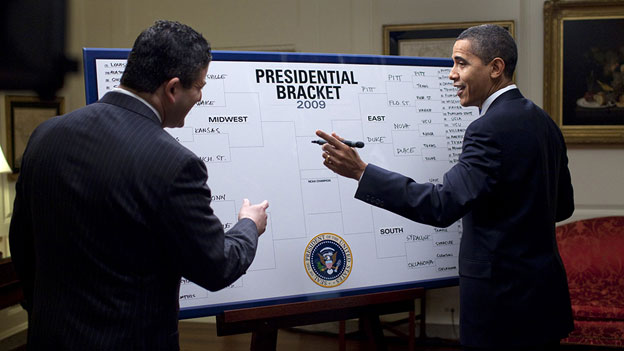
Präsidiale Vorhersage des Turnierbaums (Bracket).

Anfang März werden am Selection Sunday (deutsch: Auswahlsonntag) vor dem ersten Spiel des Turniers die Teilnehmer der March Madness durch zwei zehnköpfige Auswahlkomitees bekanntgegeben. Automatisch qualifiziert sind die jeweiligen Turniersieger der über 30 als NCAA-Conferences bezeichneten regionalen Staffeln der Division I, der höchsten Spielklasse der NCAA. Die Einladungen der verbleibenden Teams werden gemäß ihrer konsensuell anerkannten Spielstärke ausgesprochen. Berücksichtigt wurde für die Damen dabei bis 2019 der Rating Percentage Index (RPI), in den zu 25 % die Siegquote eingeht, zu 50 % die Siegquote der Gegner und zu weiteren 25 % die Siegquote der Gegner jener Gegner. Andere Gesichtspunkte waren Umfragewerte wie die Rangliste der Associated Press, Conference-, Auswärts- und Regular-Season-Quoten sowie Saisonsiege über bereits gesetzte Turnierteilnehmer. Der RPI kann aber nur eine definierte Menge an Favoriten eines Feldes festlegen, nicht aber ihre verhältnismäßige Spielstärke zueinander und so wird er nur noch für die NCAA-Turniere anderer Sportarten verwendet.
Bei den Herren wurde der seit 1981 existierende RPI bereits für das Jahr 2019/20 ersetzt durch das NCAA Evaluation Tool (NET) und bei den Damen für 2020/21. Das NET berücksichtigt neben der Stärke des Spielplans auch Spielergebnisse, Spielort, Punktdifferenzen (in Zehner-Schritten), Qualität des Wettkampfes sowie die Differenz aus der Nettoeffizienz von Offensiv- und Defensivproduktion (Net Offensive Efficiency und Net Defensive Efficiency). Diese Effizienz wird berechnet durch die Punkte pro Ballbesitz angepasst an die tatsächliche Zahl von Ballbesitzen („Spieltempo“) und zum Vergleich angegeben pro einhundert Ballbesitzen. Diese fortgeschrittene Statistik wird von der National Basketball Association (NBA) und dem Entertainment and Sports Programming Network (ESPN) verwendet. Collegeregeln und kürzere Spielzeit haben mathematisch keinen Einfluss auf die Formel. Beschlossen wurde das NET nach Rücksprache mit dem Auswahlkomitee, der National Association of Basketball Coaches (NABC), führenden Basketballanalyse-Experten und Google Cloud Professional Services.
Wer nicht unter die 68 besten Teams gewählt wurde, kann nur noch auf eine Einladung zum längst nicht mehr renommierteren National Invitation Tournament hoffen, das traditionell unter anderen die punktbesten Mannschaften der regulären Saison einlädt.
Seit 2011 spielen die acht zuletzt nominierten Herren-Mannschaften eine als First Four bezeichnete Qualifikationsrunde um die letzten vier Plätze des seit 1985 64 Starter umfassenden Turnierbaums. Für alle 68 Teams wird eine Rangliste ihrer Spielstärke erstellt. Die vier letzten Teams, die eine automatische Einladung erhalten haben, spielen um die Setznummer 16 ihrer Region, während die vier letzten Teams der zusätzlich eingeladenen Wettbewerber aufgrund der Turnierbaumkongruenz um die Setznummer 10 oder 11 kämpfen.
Bei den Damen wird seit 1994 ein Feld von 64 Teams ausgewählt, 2022 wurde das First Four-Format der Herren mit vier zusätzlichen Mannschaften übernommen.
Das Turnier ist in vier Regionen mit 16 beziehungsweise 16 und mehr Mannschaften aufgeteilt, für die eine als Seed bezeichnete und vom Auswahlkomitee festgelegte Platzierung innerhalb der Region die jeweiligen Spielansetzungen bestimmt. Die Sieger des Qualifikationsrundenspiels zweier Regionen erhalten beispielsweise die Position 16 und spielen gegen die an Position 1 gesetzte Mannschaft; während die Sieger der anderen beiden Qualifikationsrundenspiele gemäß ihrer Spielstärke an eine andere Position gesetzt werden. Die Festlegung der weiteren Paarungen erfolgt entsprechend einem Bustrophedon in Form einer Zweier-S-Kurve (2 vs. 15, 3 vs. 14, 4 vs. 13, 5 vs. 12, 6 vs. 11, 7 vs. 10, 8 vs. 9). Die Ansetzungen in den folgenden Runden folgen dem Turnierbaum, so dass die innerhalb einer Region an Position 1 und 2 gesetzten Mannschaften erst in den regionalen Finals, dem Viertelfinale der Elite Eight, aufeinander treffen können. Dabei werden den vier topgesetzten regionalen Teams aber Teams aus anderen Regionen zugeordnet. 2018 waren beispielsweise Moritz Wagners Michigan Wolverines in die Region des Westens geseedet oder Alabama an die Ostküste. Grundsätzlich sollen sich Teams derselben Conference, die im Verlauf der Saison dreimal gegeneinander angetreten sind, erst in den Regionalfinals begegnen, im Halbfinale, wenn sie zweimal aufeinander getroffen sind und – sofern sie lediglich eine Begegnung hatten – erst ab der zweiten Runde, was auch für Paarungen der regulären Saison, die außerhalb der eigenen Conference stattfanden, gelten soll.
Die ersten beiden Runden finden an acht verschiedenen Stellen statt und Teams spielen in diesen beiden Runden nie zweimal am selben Ort. Die vier Topgesetzten einer Region werden aber ihnen günstigen Spielorten zugewiesen. Die March Madness beginnt üblicherweise mit den First Four unmittelbar vor dem dritten Donnerstag im März. Die beiden Hauptrunden, die das Feld der 64 Teams auf 32 und dann 16 Teams verringern, finden zwischen Donnerstag und Sonntag statt.
Das Achtelfinale, die Runde der letzten 16 Mannschaften, wird als Sweet Sixteen bezeichnet und findet vier Tage später an Donnerstag und Freitag der zweiten Woche statt. Sonnabend und Sonntag wird die Runde der regionalen Finalspiele (der Viertelfinals) mit den letzten acht Mannschaften als Elite Eight ausgespielt.
Die Halbfinals der Final Four werden am Sonnabend der dritten Woche ausgetragen. Für jedes Team gibt es ein Bronzerelief für die Regionalmeisterschaft und Final-Four-Ringe für die Teammitglieder. Das Finale findet am darauffolgenden Montag statt. Die Damen, die jede Runde bis auf die letzten beiden einen Tag später als die Herren beginnen, tragen seit 2017 das Final Four am Freitag und das Finale am Sonntag aus. Insgesamt sind für die Meisterschaft also mindestens sechs Siege in Folge notwendig.

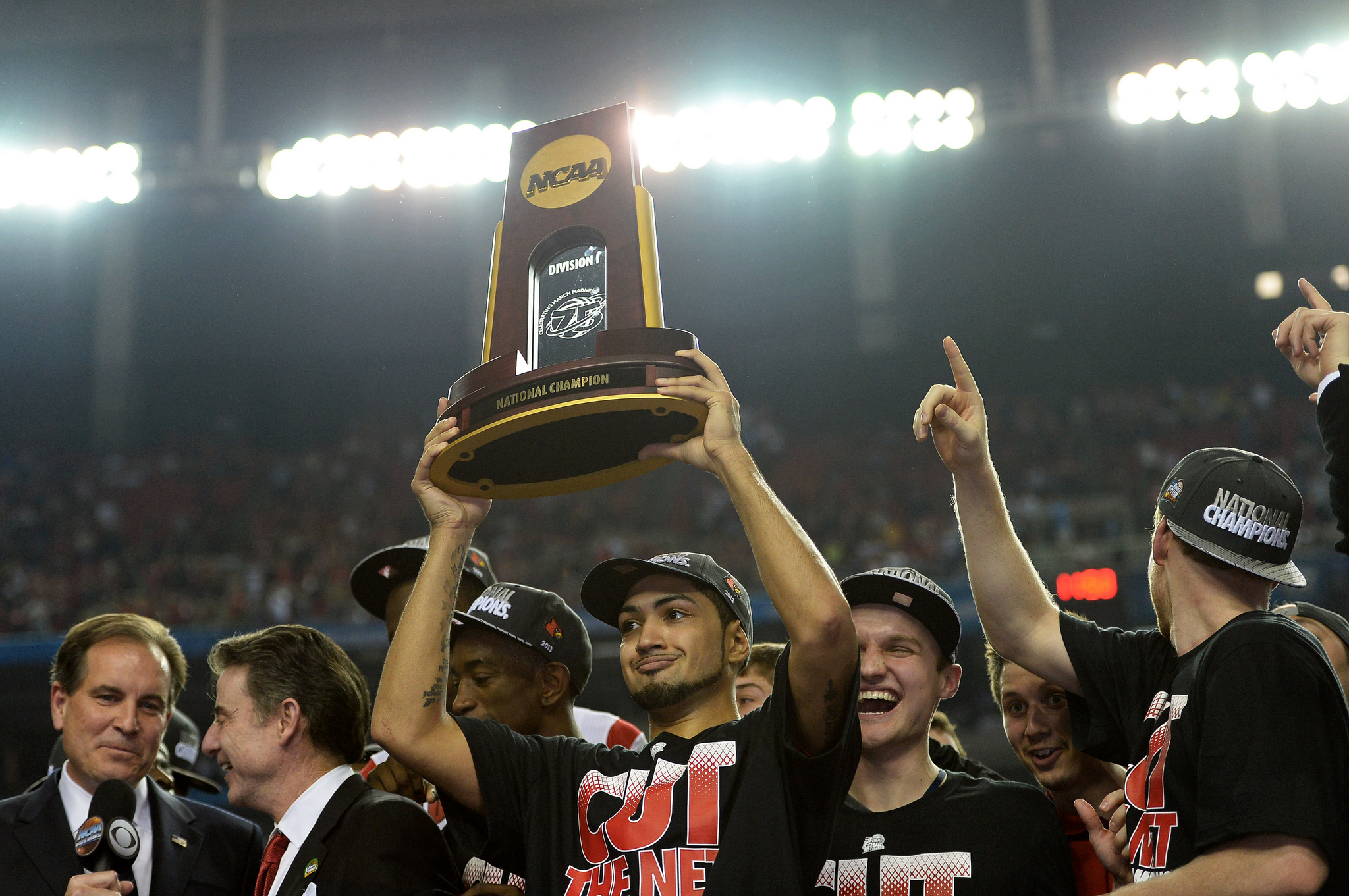
Peyton Siva mit der Meistertrophäe 2013. T-Shirt-Aufdruck: „Cut the Net“.

Der NCAA-Meister erhält neben einer von der NCAA verliehenen Trophäe, der vergoldeten hölzernen NCAA National Championship Trophy, auch einen Pokal in Form einer Kristallkugel, der von der National Association of Basketball Coaches (NABC) beziehungsweise der Women's Basketball Coaches Association (WBCA) verliehen wird. Hinzu kommen goldene Meisterschaftsringe für Spieler, Coaches und Teammitglieder. Der Vizemeister erhält ein Silberrelief. Die Associated Press verleiht im Anschluss an das Finale noch den Most Outstanding Player Award, der zumeist an einen Spieler des Siegerteams geht. Die letzten Ausnahmen waren 1983 Hakeem Olajuwon und 1991 Dawn Staley. Eine der bekanntesten Traditionen nach dem Finalspiel ist das Abschneiden der Netze (Cutting down the nets) durch die siegreiche Mannschaft.

## Erfolgreichste Hochschulen
Die UCLA Bruins von der University of California, Los Angeles konnten mit bisher elf Siegen (zehn unter Coach Wooden), davon sieben Meisterschaften in Folge zwischen 1967 und 1973, das Turnier am häufigsten gewinnen, gefolgt von den Kentucky Wildcats von der University of Kentucky mit acht Siegen. Die Fernsehübertragung der Spiele erfolgt in den USA durch CBS sowie die Sender TBS und TNT des Medienunternehmens Time Warner und in Europa durch den Pay-TV-Sender Sport1 US.
Die University of Connecticut mit ihren UConn Huskies war unter Coach Geno Auriemma mit zwölf Titeln bei den Damen am erfolgreichsten vor Pat Summitts Lady Volunteers der University of Tennessee mit acht Titeln.

## Deutsche Titelgewinner
| Person            | Jahr(e)    | Hochschule                                  | Mannschaft  |
| ----------------- | ---------- | ------------------------------------------- | ----------- |
| Magnus Pelkowski1 | 1987       | Indiana University                          | Hoosiers    |
| Christian Ast     | 1991, 1992 | Duke University                             | Blue Devils |
| Henrik Rödl       | 1993       | University of North Carolina at Chapel Hill | Tar Heels   |
| Niels Giffey      | 2011, 2014 | University of Connecticut                   | Huskies     |
| Enosch Wolf       | 2011       | University of Connecticut                   | Huskies     |
| Leon Tolksdorf    | 2014       | University of Connecticut                   | Huskies     |

1 Der deutschstämmige Pelkowski wuchs in Kolumbien auf und kam erst nach seinem Studium nach Deutschland, wo er als Profi Basketball spielte.
Der Österreicher Benjamin Ortner gewann mit den Roadrunners des Metropolitan State College of Denver 2002 eine landesweite NCAA-Meisterschaft der Division II.

## Die March Madness in der Populärkultur
In Episode 14 der dritten Staffel von How I Met Your Mother mit dem Titel The Bracket (deutsch: Die Rächerin) wird der Turnierbaum (englisch: Bracket) der March Madness exemplarisch abgebildet, indem das Ensemble zu ergründen sucht, welche von Barney Stinsons Verflossenen am tiefsten verletzt wurde, dass sie nun die Mission hat, Frauen vor ihm zu warnen. Lily verlangt als Gegenleistung für ihre Hilfe bei der Identifizierung von Barney, sich bei den Final Four zu entschuldigen.
In Episode 19 der ersten Staffel von The Middle mit dem Titel The Final Four (deutsch: Die Final Four) bekommt Mike Heck von Frankies Boss Don Ehlert Karten für das Final Four geschenkt, muss die Karten aber wegen einer Trauerfeier verfallen lassen.